# Ballan-Miré
Ballan-Miré és un municipi francès, situat al departament de l'Indre i Loira i a la regió de Centre – Vall del Loira. L'any 2007 tenia 7.604 habitants.

## Demografia

### Població
El 2007 la població de fet de Ballan-Miré era de 7.604 persones. Hi havia 2.888 famílies, de les quals 600 eren unipersonals (216 homes vivint sols i 384 dones vivint soles), 1.016 parelles sense fills, 1.080 parelles amb fills i 192 famílies monoparentals amb fills.
La població ha evolucionat segons el següent gràfic:
Habitants censats

### Habitatges
El 2007 hi havia 3.088 habitatges, 2.918 eren l'habitatge principal de la família, 40 eren segones residències i 130 estaven desocupats. 2.523 eren cases i 558 eren apartaments. Dels 2.918 habitatges principals, 2.116 estaven ocupats pels seus propietaris, 760 estaven llogats i ocupats pels llogaters i 42 estaven cedits a títol gratuït; 30 tenien una cambra, 198 en tenien dues, 420 en tenien tres, 658 en tenien quatre i 1.612 en tenien cinc o més. 2.364 habitatges disposaven pel capbaix d'una plaça de pàrquing. A 1.199 habitatges hi havia un automòbil i a 1.527 n'hi havia dos o més.

### Piràmide de població
La piràmide de població per edats i sexe el 2009 era:
| Homes | Edats   | Dones |
| ----- | ------- | ----- |
| 4     | 95 o +  | 8     |
| 24    | 90 a 94 | 60    |
| 32    | 85 a 89 | 60    |
| 32    | 80 a 84 | 24    |
| 84    | 75 a 79 | 96    |
| 84    | 70 a 74 | 120   |
| 124   | 65 a 69 | 164   |
| 176   | 60 a 64 | 168   |
| 196   | 55 a 59 | 180   |
| 228   | 50 a 54 | 256   |
| 312   | 45 a 49 | 260   |
| 256   | 40 a 44 | 324   |
| 308   | 35 a 39 | 300   |
| 188   | 30 a 34 | 300   |
| 144   | 25 a 29 | 160   |
| 184   | 20 a 24 | 144   |
| 308   | 15 a 19 | 256   |
| 324   | 10 a 14 | 276   |
| 292   | 5 a 9   | 248   |
| 168   | 0 a 4   | 144   |

## Economia
El 2007 la població en edat de treballar era de 5.003 persones, 3.626 eren actives i 1.377 eren inactives. De les 3.626 persones actives 3.377 estaven ocupades (1.728 homes i 1.649 dones) i 249 estaven aturades (111 homes i 138 dones). De les 1.377 persones inactives 526 estaven jubilades, 559 estaven estudiant i 292 estaven classificades com a «altres inactius».

### Ingressos
El 2009 a Ballan-Miré hi havia 3.103 unitats fiscals que integraven 7.907,5 persones, la mediana anual d'ingressos fiscals per persona era de 21.493 €.

### Activitats econòmiques
Dels 308 establiments que hi havia el 2007, 1 era d'una empresa extractiva, 6 d'empreses alimentàries, 4 d'empreses de fabricació de material elèctric, 17 d'empreses de fabricació d'altres productes industrials, 64 d'empreses de construcció, 45 d'empreses de comerç i reparació d'automòbils, 7 d'empreses de transport, 13 d'empreses d'hostatgeria i restauració, 5 d'empreses d'informació i comunicació, 15 d'empreses financeres, 14 d'empreses immobiliàries, 41 d'empreses de serveis, 50 d'entitats de l'administració pública i 26 d'empreses classificades com a «altres activitats de serveis».
Dels 98 establiments de servei als particulars que hi havia el 2009, 1 era una gendarmeria, 1 oficina de correu, 7 oficines bancàries, 1 funerària, 6 tallers de reparació d'automòbils i de material agrícola, 1 taller d'inspecció tècnica de vehicles, 1 establiment de lloguer de cotxes, 1 autoescola, 13 paletes, 11 guixaires pintors, 12 fusteries, 10 lampisteries, 5 electricistes, 10 perruqueries, 1 veterinari, 7 restaurants, 7 agències immobiliàries, 1 tintoreria i 2 salons de bellesa.
Dels 11 establiments comercials que hi havia el 2009, 1 era un hipermercat, 1 una botiga de més de 120 m², 3 fleques, 3 carnisseries, 1 una peixateria i 2 floristeries.
L'any 2000 a Ballan-Miré hi havia 15 explotacions agrícoles que ocupaven un total de 603 hectàrees.

## Equipaments sanitaris i escolars
El 2009 hi havia 1 hospital de tractaments de mitja durada (seguiment i rehabilitació), 2 farmàcies i 1 ambulància.
El 2009 hi havia 1 escola maternal i 2 escoles elementals. Ballan-Miré disposava d'un col·legi d'educació secundària amb 534 alumnes.

## Poblacions més properes
El següent diagrama mostra les poblacions més properes.